# Risonanza magnetica nucleare

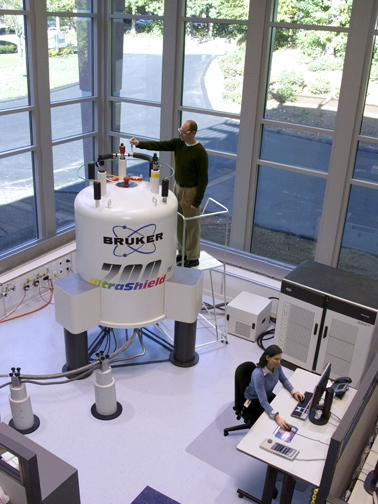
Spettrometro a risonanza magnetica nucleare Bruker 700 MHz.

La risonanza magnetica nucleare (RMN), in inglese Nuclear Magnetic Resonance (NMR), è una tecnica di indagine sulla materia basata sulla misura della precessione dello spin di protoni o di altri nuclei dotati di momento magnetico quando sono sottoposti a un campo magnetico. Intesa come tecnica di indagine, ha applicazioni in medicina, in chimica, in petrografia e in geofisica applicata.

## Storia della RMN
Scoperta indipendentemente nel 1946 dai fisici Felix Bloch ed Edward Purcell, per cui ricevettero il premio Nobel per la fisica nel 1952, tra il 1950 e il 1970 venne utilizzata primariamente nell'analisi della chimica molecolare e della struttura dei materiali.
Nel 1949 la società americana Varian ottenne un brevetto per l'utilizzo della RMN per misurazioni nel campo magnetico terrestre.
Brown e Gamsom, della Chevron nel 1960 fecero la prima registrazione sperimentale di "NMR logging" in un pozzo per la ricerca petrolifera e nel 1978 la Schlumberger introdusse il primo strumento standard di logging chiamato NML (Nuclear Magnetic Logging).
Nel 1971 Raymond Vahan Damadian ipotizzò che tumori e tessuti sani forniscano risposte differenti all'analisi RMN. Egli suggerì che queste differenze potessero essere utilizzate per la diagnosi del cancro. Ricerche successive dimostrarono che queste differenze, sebbene reali, abbiano un ampio campo di variabilità per cui sarebbe stato difficile utilizzarle per scopi diagnostici. I risultati ottenuti da Damadian avevano diverse pecche per poter essere utilizzati nell'uso pratico; studi condotti eseguendo una RMN con diversi tempi di rilassamento su tutto il corpo dimostrarono che la RMN non poteva essere utilizzata per distinguere un tessuto tumorale da uno sano. 

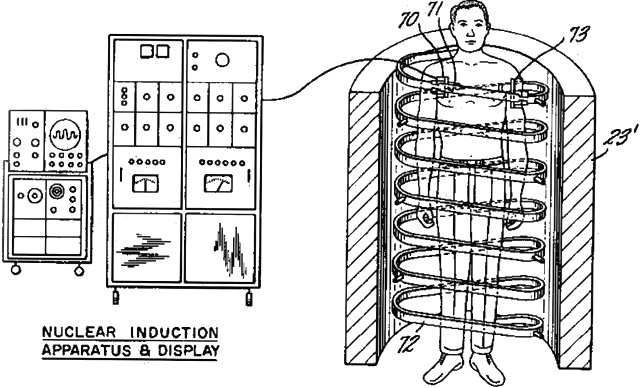
"Apparato e metodo per l'individuazione del cancro nei tessuti" di Raymond Damadian.

Ciononostante nel 1974 egli registrò il primo brevetto sulle applicazioni mediche della RMN registrando il concetto di RMN applicata alla diagnosi dei tumori. Come riportato dalla National Science Foundation, "il brevetto includeva l'idea di usare la RMN per analizzare l'intero corpo umano per localizzare tessuti cancerosi". Tuttavia, non veniva descritta con precisione alcuna metodica sull'effettuazione dell'indagine su tutto il corpo o sull'ottenimento di immagini da tale tipo di analisi.
Nel riassumere la storia della risonanza magnetica, Mattson e Simon (1996) accreditarono a Damadian la prima descrizione della risonanza dell'intero corpo umano e la scoperta delle differenze fra i tessuti che la resero possibile.
Negli anni 50 Herman Carr dichiarò di aver ottenuto una proiezione monodimensionale con una tecnica di risonanza magnetica. Stimolato dall'articolo di Damadian sul potenziale diagnostico della risonanza magnetica nucleare, Paul Lauterbur migliorò la tecnica di Carr e sviluppò un metodo per generare le prime immagini in 2D e 3D usando i gradienti. Peter Mansfield dell'Università di Nottingham in seguito sviluppò un metodo matematico che avrebbe permesso di effettuare la scansione in pochi secondi, piuttosto che in alcune ore e di produrre immagini migliori. Mentre Lauterbur e Mansfield si applicarono su animali e tessuti umani, Damadian costruì la prima macchina per la risonanza utilizzabile per l'intero corpo e produsse la prima scansione del corpo umano utilizzando la tecnica del campo focalizzato (che non è quella che si usa correntemente). Nel 1972, sfruttando i progressi matematici per la ricostruzione delle immagini, basati sulla trasformata di Fourier, Lauterbur associò lo studio di risonanza, fino ad allora utilizzato nell'osservazione di macromolecole chimiche, a distretti anatomici.
Nel 1988, la Numar, una società sviluppata per il "NMR logging" realizza il primo strumento, chiamato MRIL (Magnetic Resonance Imaging Logging) dotato di magneti permanenti e un'antenna RF per inviare una serie di impulsi, permettendo così la determinazione del tempo di rilassamento trasversale.

## Fondamenti teorici
Nella descrizione dei fenomeni NMR dovrebbe essere utilizzato il formalismo della meccanica quantistica, ma poiché nei sistemi macroscopici a spin 1/2 le predizioni del modello classico sono in accordo con quelle della teoria quantistica, è possibile una trattazione più semplice.
Nel modello classico lo spin del nucleo atomico viene descritto come un momento magnetico, rappresentato da un vettore {\displaystyle {\vec {\mu }}}.
Quando un nucleo atomico interagisce con un campo magnetico uniforme e costante, rappresentato dal vettore {\displaystyle {\vec {B}}_{0}}, {\displaystyle {\vec {\mu }}} tende a orientarsi nella direzione del campo magnetico, risentendo di una coppia, data da {\displaystyle {\vec {\tau }}={\vec {\mu }}\times {\vec {B}}_{0}}, che provoca la rotazione (precessione) di {\displaystyle {\vec {\mu }}} attorno alla direzione delle linee di forza del campo magnetico {\displaystyle {\vec {B}}_{0}} con una precisa frequenza angolare {\displaystyle \nu _{0}}, detta "frequenza di Larmor", che dipende solo dal tipo di nucleo e dalla intensità del campo magnetico ({\displaystyle {\vec {B}}_{0}}). 
La tecnica NMR non osserva un singolo nucleo, invece misura statisticamente l'effetto di una popolazione di nuclei presenti entro il campione di materiale sotto esame. Viene quindi definito un vettore di magnetizzazione {\displaystyle {\vec {M}}} come risultante della somma vettoriale dei momenti magnetici {\displaystyle {\vec {\mu }}} dei nuclei, ciascuno dei quali potrà avere la componente parallela a {\displaystyle {\vec {B}}_{0}}, con lo stesso verso di {\displaystyle {\vec {B}}_{0}}(allineamento parallelo), oppure con verso opposto (allineamento antiparallelo). In base alle leggi della meccanica quantistica si ha un leggero eccesso di momenti magnetici allineati in un verso rispetto all'altro, e quindi il vettore {\displaystyle {\vec {M}}_{0}} risultante non è nullo ed è misurabile.
La popolazione di nuclei con spin parallelo {\displaystyle N_{1}}, cioè orientata secondo il verso di {\displaystyle {\vec {B}}_{0}}, possiede energia potenziale minore {\displaystyle E_{1}} e si trova in soprannumero rispetto alla popolazione {\displaystyle N_{2}} con spin antiparalleli e con energia potenziale maggiore {\displaystyle E_{2}}. La distribuzione della popolazione nei due livelli energetici {\displaystyle E_{1}} ed {\displaystyle E_{2}} è data dalla legge di distribuzione di Boltzmann: {\displaystyle N_{2}/N_{1}=e^{-\Delta E/k_{B}T}} , dove {\displaystyle k_{B}} è la costante di Boltzmann, {\displaystyle T} è la temperatura espressa in kelvin e {\displaystyle \Delta E=E_{2}-E_{1}} è la differenza di energia tra i due livelli. 
Quindi il vettore M, risultante dall'azione del campo magnetico sugli spin nucleari, è proporzionale a quella dell'eccesso di spin (popolazione N1) definito dal modello quantistico e orientazione uguale a quella del campo esterno B0 applicato. In definitiva, è possibile ottenere da un piccolo volume di materia un vettore magnetizzazione misurabile dato dalla composizione dei vettori (non misurabili) μ dovuti agli spin dei nuclei contenuti nella materia.
Per rilevare questo vettore M occorre perturbare il sistema dal suo stato di equilibrio, ad esempio applicando un secondo campo magnetico B1 perpendicolare a B0 e variabile nel tempo. (B1 può essere indotto per mezzo di un segnale a radiofrequenze). 
Se B1 ruota intorno a B0 con frequenza uguale a ν0 cambiando il sistema di riferimento e ponendosi solidali con B1, si osserva che il vettore M precede attorno a B1 con frequenza angolare ν1, variando in questo sistema di riferimento la propria orientazione rispetto alla direzione del campo B0. 
I campi B0 e B1 sono detti rispettivamente campo di polarizzazione e campo di eccitazione. 
La rotazione che il vettore M subisce rispetto al campo principale per effetto del campo B1 dipende dall'energia assorbita dai nuclei e quindi anche dal "tempo di applicazione" τ di B1 stesso.
L'angolo è detto angolo di flip. Tramite opportuni valori del campo B1 applicato e del tempo τ è possibile ruotare il vettore M di 90° e in questo caso si parla di impulso di 90°; è anche possibile capovolgere la direzione del vettore M con un impulso di 180° detto impulso di inversione o "impulso pigreco". In questo caso una parte dei nuclei della popolazione N1 ha acquistato energia tale da far cambiare direzione ai loro momenti magnetici μ, tanto che si dovrebbe raggiungere la situazione ideale in cui il numero dei nuclei con μ antiparalleli eguaglia il numero di nuclei con μ paralleli (N1 = N2 questa situazione si raggiungerebbe, in base alla legge di Boltzmann, solo quando la temperatura del sistema di spin è infinita), per cui il sistema di spin non è più in equilibrio termodinamico con l'ambiente (reticolo). Perciò, una volta spento B1, il sistema di spin dovrà cedere l'eccesso di energia al reticolo.
Terminata la perturbazione dovuta al campo B1 si ristabilisce l'equilibrio di partenza tra spin degli atomi del campione e campo B0 con determinate modalità temporali. L'ampiezza del vettore M non è conservata durante quello che viene definito "processo di rilassamento".
Esso coinvolge due fenomeni: il rilassamento trasversale o annullamento della componente trasversale Mxy e il rilassamento longitudinale o recupero della magnetizzazione longitudinale Mz. L'evoluzione delle componenti del vettore M(t) viene descritta, nel sistema di riferimento rotante con le equazioni di Bloch. 
La costante di tempo T1, che governa il ritorno all'equilibrio della componente longitudinale del vettore M, è definita tempo di rilassamento spin-reticolo, in quanto coinvolge i trasferimenti di energia che avvengono tra il sistema di spin e il resto dell'ambiente.
La costante di tempo T2, che governa l'annullamento della componente trasversale del vettore M, è definita tempo di rilassamento spin-spin in quanto coinvolge le interazioni tra i momenti magnetici dei singoli nuclei, cioè è legata alla dinamica temporale che porta gli spin atomici a perdere di coerenza e quindi a sfasarsi.
Nel caso che il campo B0 non sia perfettamente omogeneo a livello locale a causa di disomogeneità del campo esterno applicato, o a causa di differenze puntuali di suscettività magnetica del sistema, oppure per l'applicazione di un campo magnetico caratterizzato da un preciso gradiente, la frequenza di precessione dei nuclei viene a dipendere anche dalla posizione che essi occupano rispetto a tali disomogeneità locali. Ogni pacchetto di spin può precedere allora a una sua velocità nei diversi punti del campione, sfasandosi di fatto rispetto agli altri. Si osserva dunque un decadimento del vettore M più rapido di quello che ci si aspetterebbe dal solo rilassamento spin-spin dovuto al minore ordine del sistema. Questo fenomeno è considerato nella costante di tempo T2*. 
Il tempo di rilassamento T2 è sempre minore o uguale a T1.
Le equazioni di Bloch sono alla base della scelta di ogni sequenza di eccitazione e della successiva acquisizione ed elaborazione del segnale.
Una volta terminata l'azione perturbante del campo B1, dopo un tempo di applicazione Tp, si segue l'andamento del ritorno all'equilibrio della magnetizzazione macroscopica M che tende a riallinearsi al campo B0. Il segnale prodotto dalla variazione nel tempo del vettore M viene misurato in laboratorio usando una bobina a induzione elettromagnetica posta attorno al campione in direzione ortogonale al campo esterno, che si comporta come una antenna: le variazioni della componente trasversale di M si vanno a concatenare alla bobina, inducendo in essa una piccola forza elettromotrice (misurabile tramite un ricevitore a radiofrequenza) che oscilla alla frequenza di Larmor. 
Il segnale NMR, detto FID (Free Induction Decay, decadimento libero dell'induzione) è approssimativamente monocromatico e oscilla alla frequenza di Larmor, attenuandosi in maniera esponenziale con il tempo in funzione della costante di tempo T2*. 
Per la formazione di immagini, si utilizzano sequenze di eccitazione opportunamente progettate che consentono di enfatizzare la dipendenza del FID dai tre parametri: densità protonica ρ, T1,T2.
Un parametro caratteristico di tutte le sequenze è il tempo di ripetizione TR, ossia l'intervallo di tempo fra l'inizio di una sequenza di eccitazione e l'inizio della successiva. Inoltre non si misura direttamente il FID ma un segnale "eco", composto da 2 FID speculari. 
Il passo fondamentale che ha permesso di avere dal segnale NMR anche una codifica spaziale sul volume del campione è stata l'introduzione dei gradienti di campo magnetico: questo ha permesso di ottenere immagini spaziali del "campione" esaminato. Se oltre al campo magnetico principale B0 e a quello rotante B1 viene applicato a una piccola zona del materiale in esame un campo magnetico variabile linearmente nel volume del campione, ma di intensità molto minore di quello polarizzante, la frequenza di risonanza di Larmor in quella zona cambia in funzione della somma tra il campo principale e il valore in quel punto dell'intensità del campo secondario. 
Risulta quindi possibile (sapendo in quale area viene applicato il campo secondario) legare il segnale di ritorno a coordinate spaziali, e di conseguenza avere anche una misura della densità protonica in un ben preciso punto del materiale, in particolare il segnale raccolto dall'antenna sarà una somma di termini oscillanti avente la forma di una trasformata di Fourier della distribuzione delle densità dei protoni del volume acquisito. 
Antitrasformando il segnale S(t) si ottiene la distribuzione della densità di protoni ρ(r). La parte centrale dello spazio k (basse frequenze) determina il contrasto dell'immagine, mentre le parti esterne (alte frequenze) influiscono sui dettagli dell'immagine. Impostando particolari sequenze di segnali di eccitazione che pesino selettivamente i contributi al segnale dati dai diversi parametri (T2, T2*, T1, ρ), si possono ottenere informazioni sul tipo di tessuto in esame.
La rappresentazione in termini di Fourier del segnale S(t) permette una facile visualizzazione grafica delle varie strategie che possono essere usate per l'acquisizione delle immagini. Al crescere del tempo, l'evoluzione del segnale descrive una traiettoria nello spazio k, e in ogni suo punto il valore della trasformata k è dato dal valore di S(t). In linea di principio si può percorrere una qualunque traiettoria nello spazio k impostando opportunamente l'andamento temporale dei gradienti.

## Applicazioni
Si può indurre il fenomeno di risonanza magnetica nei nuclei atomici aventi numero dispari di protoni e/o neutroni. Il nucleo atomico maggiormente utilizzato nelle analisi RM è il protone, che costituisce il nucleo dell'atomo di idrogeno, che essendo dotato di uno spin e carica elettrica si comporta come un piccolo dipolo magnetico. I vantaggi dell'utilizzo dell'idrogeno sono dati dalla sua abbondante presenza (nei tessuti è presente nelle molecole d'acqua) e dal fatto che permette di avere un buon segnale RM.

### Risonanza magnetica nucleare in medicina

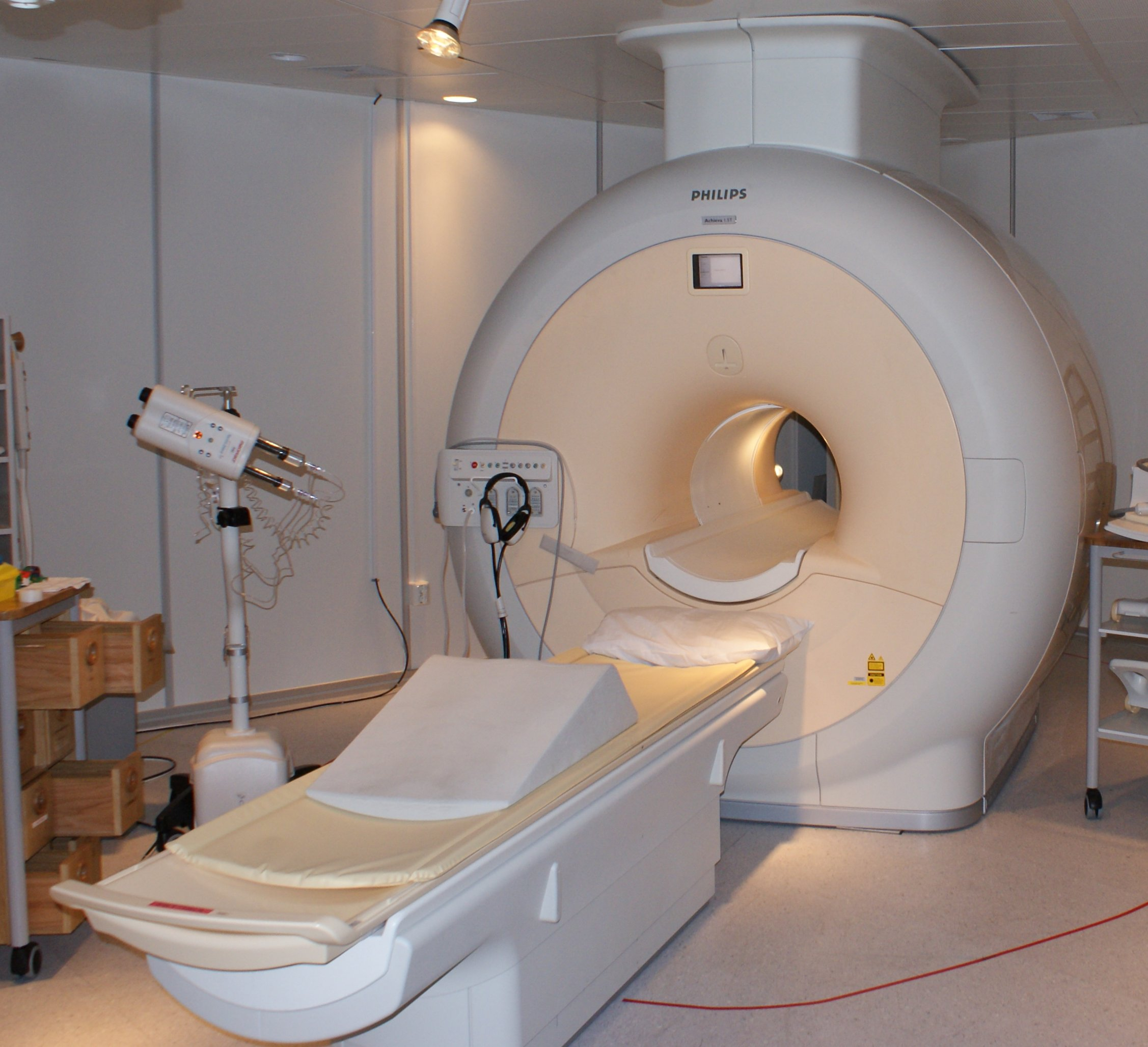
Una apparecchiatura medicale per la risonanza magnetica.

La risonanza magnetica in campo medico è usata prevalentemente a scopi diagnostici nella tecnica dell'imaging a risonanza magnetica (detta anche tomografia a risonanza magnetica).
Le indagini mediche che sfruttano la RMN danno informazioni diverse rispetto alle immagini radiologiche convenzionali: il segnale di densità in RMN è dato infatti dal nucleo atomico dell'elemento esaminato, mentre la densità radiografica è determinata dalle caratteristiche degli orbitali elettronici degli atomi colpiti dai raggi X. Le informazioni fornite dalle immagini di risonanza magnetica sono essenzialmente di natura diversa rispetto a quelle degli altri metodi di imaging. Infatti sono normalmente visibili esclusivamente i tessuti molli ed è inoltre possibile la discriminazione tra tipi di tessuti non apprezzabile con altre tecniche radiologiche.
Anche se non sono usati raggi X per ottenere il risultato, questa modalità è normalmente considerata come facente parte del campo della radiologia, in quanto generatrice di immagini correlate alle strutture all'interno del paziente. Allo stato attuale delle conoscenze non vi sono motivi per ritenere dannoso un esame di risonanza magnetica (eccetto per gli ovvi casi in cui il campo magnetico interagisca con impianti metallici presenti nel corpo del paziente, quali pacemaker, clip vascolari, dispositivi salvavita non compatibili con la RMN) per quanto debba essere preservato il principio di giustificazione in alcuni casi particolari, come indagini da eseguirsi su pazienti in gravidanza. In tali casi si deve ritenere la metodica potenzialmente dannosa e procedere all'indagine soltanto dopo attenta valutazione del rischio/beneficio, sulla cui base l'eventualità del danno dovuto alla metodica passa in secondo piano rispetto al beneficio ricavabile dalle informazioni da essa provenienti.
In campo medico si preferisce chiamare questa metodica non "Risonanza Magnetica Nucleare" (RMN) ma semplicemente "Risonanza Magnetica" (RM) (in inglese Magnetic Resonance Imaging MRI), omettendo quindi la specificazione "nucleare", non indispensabile alla definizione: ciò per evitare di generare equivoci dovuti all'erronea associazione tra l'aggettivo nucleare e il fenomeno della radioattività, con la quale la RMN non ha nulla in comune.
La risonanza magnetica viene effettuata dal Tecnico Sanitario di Radiologia Medica (TSRM) e refertata dal Medico Radiologo.

### Risonanza magnetica nucleare in chimica
La risonanza magnetica trova impiego anche in chimica. A grandi linee si possono distinguere quattro grandi aree di ricerca: spettroscopia di correlazione, spettroscopia ad alta risoluzione, spettroscopia imaging MRI e infine spettroscopia Rheo-NMR.
La spettroscopia di correlazione e quella ad alta risoluzione sono utilizzate principalmente come tecniche per caratterizzare la struttura delle molecole. La spettroscopia di correlazione include gli esperimenti di disaccoppiamento e disaccoppiamento selettivo e le spettroscopie pluridimensionali (essenzialmente bidimensionali).
La spettroscopia imaging e la Rheo-NMR sono solitamente utilizzate per individuare parametri chimico-fisici. La tecnica di imaging NMR può visualizzare, in una specifica immagine, il profilo delle velocità del flusso e la densità molecolare all'interno di una cella reologica. Il metodo è non invasivo e fornisce informazioni sull'esatta natura del flusso di deformazione. È possibile infatti immettere un rotore all'interno del probe NMR imaging e determinare immagini di velocità di flusso generate dallo shear all'interno della couette che crea flussi stazionari all'interno del sistema. L'impiego contemporaneo delle due tecniche reologia e risonanza magnetica permette di eseguire misure utilizzando solo piccole quantità di campione e inoltre, grazie alle piccole dimensioni della cella, è possibile raggiungere alti valori di velocità di flusso.
La spettroscopia monodimensionale in chimica-fisica viene utilizzata solitamente per il calcolo del coefficiente di autodiffusione. La tecnica Pulsed Gradient (acronimo: PG-NMR) fornisce un metodo conveniente e non invasivo per misurare il moto traslazionale molecolare correlabile al coefficiente di autodiffusione D. La tecnica PG-NMR permette di seguire spostamenti quadratici medi compresi tra i 100 Å e 100 m, cioè nel range relativo alle dimensioni delle molecole organizzate in sistemi supramolecolari, come le fasi liquido-cristalline. La sequenza utilizzata per questa tecnica è stata proposta da Stejskal e Tanner.

### Risonanza magnetica nucleare in petrofisica
La risonanza magnetica trova impiego anche in petrofisica, principalmente per quantificare la porosità delle rocce serbatoio, la loro saturazione in acqua (arrivando a distinguere fra fluidi mobili e non mobili) e la permeabilità delle stesse. Impieghi più avanzati sono dati dall'utilizzo di registrazioni RM, effettuati con particolari modalità per ottenere stime quantitative della viscosità in situ degli idrocarburi, valutazioni quantitative volumetriche in presenza di tre fasi fluide (acqua + gas + petrolio) nei reservoir petroliferi e del profilo d'invasione attorno al foro del pozzo.
Le registrazioni e analisi RM sono fatte o con tecniche di logging, con specifiche sonde RM discese entro il pozzo, oppure tramite apparecchiature di laboratorio su campioni di roccia provenienti solitamente da carote recuperate nei pozzi.
In tutti i casi si utilizza il fatto che i fluidi (sia acqua sia gli idrocarburi) contenuti naturalmente nella porosità della roccia contengono atomi di idrogeno.

### Risonanza magnetica nucleare in geofisica applicata
Sapendo che le rocce non contengono idrogeno liberamente orientabile, contenuto viceversa nell'acqua e negli idrocarburi, si sono usati i principi sovraesposti anche per eseguire dei sondaggi geofisici sul posto. Disponendo un'antenna a forma di spire sul terreno e facendo transitare una corrente adeguata si orientano gli spin dell'acqua con un certo assorbimento di energia. Quando rimuoviamo il campo magnetico la restituzione di tale energia viene registrata dalla spira stessa. Il fatto stesso che vi sia una risposta significa che vi è dell'acqua nel sottosuolo (perché difficilmente si trova petrolio negli strati superficiali). Dal tipo di segnale si può inoltre stabilire quanta sia l'acqua, se è acqua adsorbita e vincolata nei meati o se è acqua libera di muoversi nel mezzo poroso ed essere dunque emunta, e a che profondità si trova il tetto della falda. La RM sta diventando il principale mezzo geofisico per riscontrare la presenza di acqua specie nelle zone ove la falda acquifera non è conosciuta.

### Risonanza magnetica nucleare applicata allo studio del legno
La risonanza magnetica nucleare viene utilizzata anche per lo studio in vivo del legno, in quanto non induce nessun danno strutturale. Mediante l'NMR imaging, è possibile osservare disomogeneità strutturali e la distribuzione dei liquidi presenti nel legno (acqua o soluzioni che possono preservare il materiale).
Il contrasto delle immagini è principalmente influenzato dalla densità dei protoni e dai tempi di rilassamento T1e T2e quindi dalla presenza di acqua libera  e legata contenuta nel legno. Ciò permette di ottenere immagini estremamente definite, nelle quali sono visibili dettagli strutturali quali: anelli di accrescimento, differenza tra alburno e durame, raggi parenchimatici, venature, tessitura, anello poroso, canali resiniferi. Tutte queste caratteristiche possono essere utilizzate per l’identificazione delle specie di appartenenza, per compiere osservazioni dendrocronologiche o per il monitoraggio dello stato di salute di specie arboree, in quanto mediante la tecnica NMR si può rivelare la presenza di attacchi fungini e la presenza di difetti del legno come i nodi o altre comuni irregolarità.